# مفتش المصرف

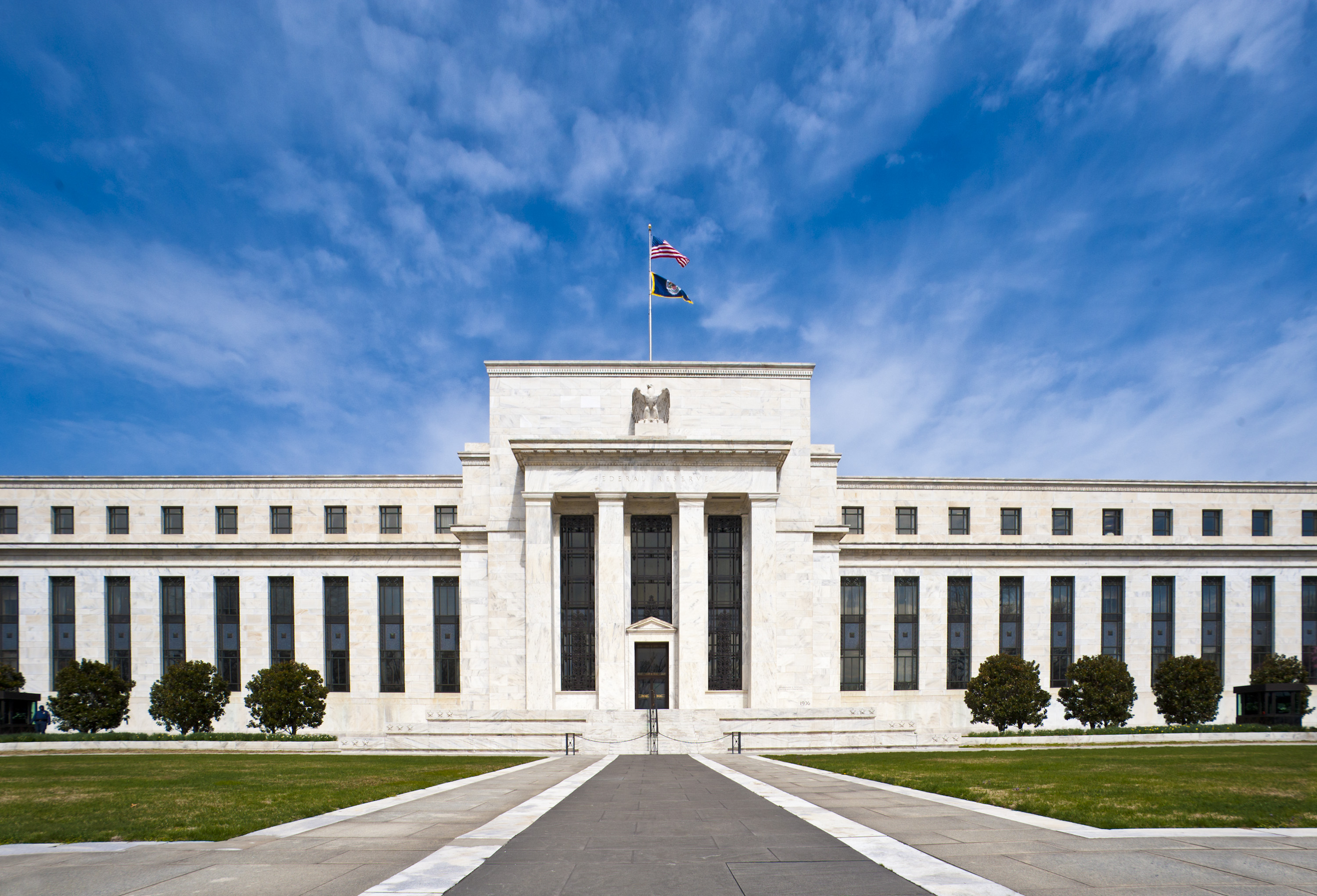

مفتش المصرف هو مختص مالي يتولى مهمة التأكد من أن المصارف ومؤسسات الادخار والإقراض تعمل بشكل قانوني وآمن وتتماشى مع قواعد المصارف التنظيمية المفروضة على هذه المؤسسات من قبل المستوى الحكومي المعتمَد. في الولايات المتحدة، يشرف مفتشو المصارف نيابة عن الحكومة الفيدرالية للولايات المتحدة أو نظام الاحتياطي الفدرالي أو عن هيئة مصرفية تابعة للدولة، أو لدى المؤسسات المالية نفسها كمدققين داخليين. تتمثل الواجبات الرئيسية لمفتش المصرف في التأكد من أن عمليات المصرف قانونية وتوفِّر الاستقرار المالي. يراجع مفتش المصرف البيانات المالية أيضاً، ويقيّم مستوى المخاطر المقترنة بالقروض، ويقيم إدارة المصرف.

## التاريخ في الولايات المتحدة
اتسمت الفترات المبكرة من تاريخ الولايات المتحدة بضعف التنظيم المصرفي. ما ساهم في العديد من الأزمات المصرفية والركود الاقتصادي. تُعرف هذه الفترة بعصر التعاملات المصرفية الحرة، وهو زمن لم توجد فيه مهنة التفتيش المصرفي في الولايات المتحدة. في النهاية، أُضفي الطابع الرسمي على دور مفتشي المصارف بموجب «التشريع القومي للأعمال المصرفية لعام 1864» الذي أسس رسمياً «مكتب مراقب العملة» كمشرف على جميع المصارف، سواء كان معتمدة من قبل حكومة الولاية كمصرف الولاية، أو كان من قبل الحكومة الفيدرالية/الاتحادية كمصرف قومي. بدأت المصارف بتقديم تقارير المعلومات المالية على أساس ربع سنوي، ووُظِّف مفتشو المصارف لتفقد المؤسسات. واجه المفتشون الأوائل في هذا العصر صعوبات التنقل بواسطة السكك الحديدية أو الحنطور أو على ظهور الخيل من أجل إجراء التفتيش في الموقع. في حين ساعد تأسيس مكتب مراقبة العملة في استقرار النظام المصرفي، استمر اقتصاد ما بعد الحرب الأهلية الأمريكية في طرح تحديات أمام الاستقرار المالي.
بعد الذعر المصرفي الأمريكي عام 1907، دعا «قانون الاحتياطي الفيدرالي» لعام 1913 إلى إنشاء نظام الاحتياطي الفيدرالي. بالإضافة إلى مسؤولياته تجاه المصرف المركزي، كُلّف مجلس الاحتياطي الفيدرالي أيضاً بالإشراف على المصارف الولائية والتي كانت أعضاء في نظام الاحتياطي الفيدرالي. في نهاية المطاف، أدت آثار الكساد الكبير أيضاً إلى سن «قانون المصارف» لعام 1933، والذي أنشأ الشركة الفيدرالية لتأمين الودائع كمؤمّن على الودائع ومشرف على المصارف الولائية التي ليس لها عضوية في نظام الاحتياطي الفيدرالي.
تقاسمت سلطات المصارف الحكومية مسؤوليات الرقابة مع الاحتياطي الفيدرالي والشركة الفدرالية لتأمين الودائع، بينما احتفظ مكتب مراقبة العملة لوحده بالرقابة على المصارف المعتمدة وطنياً. نمت مراتب مفتشي المصارف بشكل ملحوظ خلال هذه الفترة، والتي غالباً ما تسمى العصر التنظيمي. أخيراً، نظراً للكساد الكبير وقانون دود - فرانك لإصلاح وول ستريت وحماية المستهلك، أُسِّست «إدارة حماية المستهلك المالية» في عام 2011. من ضمن مسؤولياته الأخرى، يتقاسم السلطة الرقابية مع مكتب مراقبة العملة والاحتياطي الفيدرالي والشركة الفيدرالية لتأمين الودائع والولايات، ويمارسها على المصارف التي تملك أكثر من 10 مليارات دولار من إجمالي الأصول.

## الواجبات والمهام
يراقب ويقيم مفتشو المصارف الوضع المالي للمؤسسات والتزامها بالتنظيمات والقوانين ذات الصلة. ويقيّمون جودة ممارسات إدارة المخاطر والالتزام بأنظمة حماية المستهلك وقوانين الجريمة المالية، وقدرة الإدارة على السير بأعمال المؤسسة بطريقة آمنة وسليمة. قد تشمل عملية التفتيش المصرفي فحص المنشأة وسجلات المصرف، بالإضافة إلى مقابلات تقصي الحقائق مع الإدارة. يعمل مفتشو المصارف عادة في الموقع، ويسافرون إلى مختلف المؤسسات والفروع على النحو المقرر أو المطلوب ويمكن أن تُنجز بعض الأعمال عبر الوصول عن بعد. يُحدّد تواتر التفتيش حسب اللوائح ومستوى مخاطرة المؤسسة. قد تملك المصارف المعقدة فرقاً من المفتشين يتمركزون على مدار السنة في مكاتبها لإجراء المراقبة المستمرة. يُتوقع من مفتش المصرف أن يكون ملماً بمبادئ العلوم المالية والمحاسبة (وبشكل خاص المحاسبة الجنائية)، بالإضافة إلى الإجراءات المصرفية والبروتوكولات ذات الصلة. من الممكن أن يكون المفتش قد عمل في مناصب إدارية سابقاً. في الولايات المتحدة، تعد إعاقة تفتيش المصارف الفيدرالية بمثابة جريمة.
يبلّغ مفتشو المصارف النتائج إلى الوكالة التي يعملون لديها، وعادةً إلى مجلس الإدارة والإدارة العليا للمؤسسة التي فُتشت. ويُتوقع منهم أن يقدموا تحليلاً وأدلة لإثبات النتائج التي توصلوا إليها، بطريقة موضوعية ولا تنطوي على أحكام مسبقة، وأن يلفتوا نظر المستوى المناسب من السلطة إلى أي انتهاكات خطيرة للوائح. يمكن اتخاذ توصيات لعمل إجراء تصحيحي إذا اقتضى الأمر. قد يُعيِّن المفتشون -خاصة أولئك التابعين لوكالة تنظيمية- تقييمات إشرافية للمؤسسات ووضع إجراءات تنفيذية قانونية أو عقوبات مالية مدنية أو عقوبات أخرى لعدم الالتزام.

## التوظيف والتدريب
يُطلب من مفتشي المصارف الطموحين الحصول على إجازة جامعية في العلوم المالية أو المحاسبة أو الاقتصاد أو مجال أعمال ذي صلة. في بعض الحالات، قد يُجرى بحث مساند على المرشح للوظيفة لتقييم قدرته على حماية المعلومات الحساسة. يجب على المفتشين الموظَفين حديثاً الالتزام على الفور بقواعد أخلاقية تحظر إجراءات معينة، مثل امتلاك أسهم في المصرف أو استلام قروض من مؤسسات مالية معينة.
في حين تتنوع متطلبات تدريب المفتش وفقاً للوكالة التي يعمل لصالحها، يُشجَّع مفتشو المصارف الفيدرالية في الولايات المتحدة عموماً على إكمال برامج تدريب صارمة ليصبحوا معتمَدين كمفتشين مفوضين. يشير هذا اللقب إلى أن حامله يتمتع بمستوى عالٍ من الخبرة في التفتيش العام، ومخوَّل لأداء أدوار رئيسية كمفتش مسؤول. قد تستغرق برامج تفويض المفتش عدة سنوات من التدريب على العمل والإرشاد المدرسي الرسمي واختبارات المعرفة حول موضوعات مثل الأعمال المصرفية والمحاسبة والقواعد التنظيمية. قد تتاح الفرصة لمفتش المصرف بمجرد تعيينه ليطور التخصصات في المصارف الكبيرة (المؤسسات المالية المهمة للنظام)، إدارة الأصول، أمن الحاسوب، مكافحة غسل الأموال، أسواق رأس المال، حماية المستهلك وغيرها من المجالات. وبإمكانه أيضاً أن يتقدم لمناصب إدارية في مكاتبها الميدانية المعنية.

## حوادث بارزة

### فشل مصرف كيستون الوطني الأول - 1 سبتمبر 1999
عندما بدأ مفتشو المصارف التابعون لمكتب مراقب للعملة في اكتشاف الاحتيال والقصور في إدارة المخاطر في مصرف كيستون الوطني الأول في كيستون، فيرجينيا الغربية، بدأ مسؤولو المصرف بإخافتهم وذلك بإرسال تهديدات لفظية وتسجيل المحادثات وتزوير رسائل بريد إلكتروني باسم المفتشين وتوظيف حراس أمن لملاحقتهم. طالب المفتشون بالحماية واستجابت لهم قوات الخدمة العسكرية الأمريكية في حين مواصلتهم لأعمالهم. كشف المفتشون التابعون لمكتب مراقبة العملة وآخرون انضموا إليهم لاحقاً تابعون للمؤسسة الفيدرالية لتأمين الودائع عن الاحتيال وأعلنوا إفلاس المصرف، وأُغلق في نهاية الأمر مع اعتبار الشركة الفيدرالية لتأمين الودائع كوكيل للإفلاس. ذهب العديد من مدراء المصارف إلى السجن الفيدرالي لاحقاً بتهم مثل إعاقة التفتيش المصرفي والاحتيال. وقد اُكتشف أن بعض السجلات المصرفية دفنت في مزرعة خاصة بأحد المدراء.